# Gordon (Texas)
Gordon ist eine Stadt im Palo Pinto County im US-Bundesstaat Texas in den Vereinigten Staaten. Das U.S. Census Bureau hat bei der Volkszählung 2020 eine Einwohnerzahl von 470 ermittelt.

## Geografie
Die Stadt liegt am Highway 193, der Landstraße 919 und der Missouri Pacific Railroad im Süden des Countys und hat eine Gesamtfläche von 2,5 km².

## Geschichte
Benannt wurde die Stadt nach H. L. Gordon, einem Ingenieur der Texas and Pacific Railroad, die hier 1880 ihre Gleise verlegte. Der Eisenbahnräuber Rube Burrow überfiel hier im Januar 1887 seinen zweiten Zug.

## Demografische Daten
Nach der Volkszählung im Jahr 2000 lebten hier 451 Menschen in 190 Haushalten und 128 Familien. Die Bevölkerungsdichte betrug 179,5 Einwohner pro km². Ethnisch betrachtet setzte sich die Bevölkerung zusammen aus 96,23 % weißer Bevölkerung, 0,00 % Afroamerikanern, 1,11 % amerikanischen Ureinwohnern, 0,00 % Asiaten, 0,44 % Bewohnern aus dem pazifischen Inselraum und 1,11 % aus anderen ethnischen Gruppen. Etwa 1,11 % waren gemischter Abstammung und 5,10 % der Bevölkerung waren spanischer oder lateinamerikanischer Abstammung.
Von den 190 Haushalten hatten 28,4 % Kinder unter 18 Jahre, die im Haushalt lebten. 57,9 % davon waren verheiratete, zusammenlebende Paare. 8,4 % waren allein erziehende Mütter und 32,6 % waren keine Familien. 30,5 % aller Haushalte waren Singlehaushalte und in 22,1 % lebten Menschen, die 65 Jahre oder älter waren. Die Durchschnittshaushaltsgröße betrug 2,37 und die durchschnittliche Größe einer Familie belief sich auf 2,93 Personen.
25,9 % der Bevölkerung waren unter 18 Jahre alt, 7,8 % von 18 bis 24, 22,2 % von 25 bis 44, 23,5 % von 45 bis 64, und 20,6 % die 65 Jahre oder älter waren. Das Durchschnittsalter war 41 Jahre. Auf 100 weibliche Personen aller Altersgruppen kamen 79,7 männliche Personen. Auf 100 Frauen im Alter von 18 Jahren und darüber kamen 80,5 Männer.
Das jährliche Durchschnittseinkommen eines Haushalts betrug 33.056 USD, das Durchschnittseinkommen einer Familie 41.750 USD. Männer hatten ein Durchschnittseinkommen von 40.156 USD gegenüber den Frauen mit 20.781 USD. Das Prokopfeinkommen betrug 18.307 USD. 13,2 % der Bevölkerung und 8,1 % der Familien lebten unterhalb der Armutsgrenze. Davon waren 21,4 % Kinder und Jugendliche unter 18 Jahren und 15,3 % waren 65 oder älter.

## Söhne und Töchter der Stadt
- Delk M. Oden (1911–1997), Generalmajor der United States Army
- William Dean Singleton (* 1951), Gründer, Geschäftsführer und stellvertretende Aufsichtsratsvorsitzende der MediaNews Gruppe